# Lesura
Lesura (bulgariska: Лесура) är ett distrikt i Bulgarien.   Det ligger i kommunen Obsjtina Krivodol och regionen Vratsa, i den nordvästra delen av landet, 90 km norr om huvudstaden Sofia.
Trakten runt Lesura består till största delen av jordbruksmark. Runt Lesura är det ganska tätbefolkat, med 108 invånare per kvadratkilometer.